# Corrhenispia cylindrica
Corrhenispia cylindrica är en skalbaggsart som beskrevs av Stefan von Breuning 1938. Corrhenispia cylindrica ingår i släktet Corrhenispia och familjen långhorningar. Inga underarter finns listade i Catalogue of Life.